# Pegavi tifus u Pirotu 1915.
Pegavi tifus u Pirotu 1915.  pojavio se u ovom gradu kao jedna od ratnih zaraza, nakon što je strašna epidemija pegavca zahvatila Srbiju s kraja 1914. godine i nastavila i u prvoj polovini 1915 godini. U Pirotu su prvi oboleli bili zarobljenici, a zatim stari vojnici iz garnizona i novi regruti. Nakon toga su svakodnevno vozovi dovozili nove bolesne vojnike sa raznih strana, a najviše iz Niša, jer u ovom gradu više nisu imali gde da ih smeštaju. 

## Preduslovi
Ratnu 1914. Srbija je uspešno završila pobedama nad austrougarskim trupama – u avgustu na Ceru i u decembru na Kolubari. Ove dve pobede znatno su podigle ugled Srbije. Međutim, naličje ratnih pobeda predstavljali su ogromni gubici u ljudstvu, razaranja i pustošenja, kao i nova iskušenja poput zaraznih bolesti koje su pretile iscrpljenoj zemlji. 
Prema podacima koji su 1919. izneti na Mirovnoj konferenciji u Parizu, u toku 1914. gosine Srbija je imala 69.022 poginulih ili umrlih od posledica ranjavanja ili bolesti. 
Pojedini krajevi zemlje (Mačva, Podrinje, Posavina) bili su razoreni i popaljeni a trebalo je hraniti veliki broj izbeglica (iz opustošenih krajeva, ali i iz Srema i istočne Bosne). Privredna aktivnost je potpuno zamrla, vladala je velika oskudica u vojnom materijalu, namirnicama, novcu, radnoj snazi, a trebalo je izdržavati i 60.000 zarobljenika.
Takvo stanje dodatno je pogoršala epidemija pegavog tifusa koja je šest meseci harala Srbijom. Pegavi tifus, koji se prenosi belim vašima, kao akutna infektivna bolest javila se u obliku epidemija, kao posledica loših higijenskih i epidemioloških prilika. Prvi sporadični slučajevi su zabeleženi u oktobru 1914, a do pojave epidemije došlo je u zimu 1914. posredstvom austrougarskih zarobljenika. Iza austrougarske vojske ostali su nesahranjeni poginuli vojnici i ubijeni civili, nezakopani leševi stoke, gomile đubreta na otvorenom i po objektima. Higijena u bolnicama je bila daleko ispod prihvatljivog nivoa, a prenosioci zaraze – vaši u rojevima su gmizali po mestima na kojima su boravili austrougarski vojnici. Sve ovo, kao i opšte stanje u ostatku zemlje, predstavljalo je „plodno tle“ za brzo širenje zaraze. Iz Valjeva, koje je bilo epicentar epidemije, kolone zarobljenika i izbeglica, ranjenika i bolesnika, u kojima su oboleli išli zajedno sa zdravima, raširili su bolest po celoj Srbiji. 
Bila je to jedna od najtežih epidemija izazvanih infektivnim bolestima ikada zabeležena. Prema danku u ljudskim životima (kako pripadnika vojska tako i civilnog stanovništva), spada u red najvećih za koje svet do tada znao. To je potvrdila i ocene dr Hantera, da je ova epidemija pegavog tifusa u Srbiji bila „najiznenadnija epidemija po poreklu, najbrža po toku, najveća u intenzitetu, a najbrže zaustavljena od svih poznatih ovakvih epidemija u istoriji“.

## Tok epidemije pegavog tifusa u Pirotu
Epidemija pegavog tifusa u Pirotu je dočekana sa krajnjom oskudicom u pogledu materijalno-sanitetske spreme, bez optimalnih bolničkih uslova sa minimalnim brojem sanitetskog i drugog osoblja. Ali takva situacije nije bila samo u Pirotu, nego u celoj Kraljevini Srbiji. U takvim uslovima, prvi oboleli koji su došli u Pirot bili su zarobljenici, zatim stari vojnici iz garnizona i novi regruti. Bolesnici su u Pirot u početku dolazili po nekoliko desetina dnevno, a zatim u velikim grupama. 
Glavna bolnica za zarazne bolesti u Pirotu bila je vojna bolnica pored Gradašničke reke sa ranije podignutim barakama. Za nekoliko dana sve bolničke barake bile su pune, pa su se brzo počele da se pune i druge zgrade u gradu – zgrada suda, Gimnazija, Osnovna škola u Pazaru, Oficirski dom, škola kod stare crkve, gde su pre toga ležali ranjenici,  ali i neke kafane (većim delom u Pazaru i dve u Tijabari), i neke privatne kuće. Kako nije bilo dovoljno kreveta za sve bolesnike, po tri bolesnika ležala u dva kreveta, a najviše bolesnika je ležalo na podu, na slami pokrivenoj ćebadima ili šatorskim krilima. Po kafanama i privatnim kućama, koje su bile prava umirališta, jer su bolesnici koji su ležali većinom na nepokrivenoj slami, bili sa visokom temperaturom  u delirijumu. Oko njih se širio miris zadaha, vlažne slame, nakvašene mokraćom i zaprljane fekalijama. Pored ovih kuća građani sa strahom prolazili krećući se drugom stranom ulice.

Na stravičnu sliku i  uslove lečenja u ionako prenatrpanim bolnicama uticalo je to što nije imao ko da održava čistoću u prostorijama, a nije bilo ni sredstava. Obolele i pomrle bolničare smenjivali su neborci, trećepozivci ili zarobljenici, koji su se vrlo brzo, več nakon nekoliko dana po dolasku, zarazili i sami „padali” u postelju, što od premora što od zaraze, „a nove smene ubrzo je postizala ista sudbina”. Dobrovoljni bolničarke i bolničari – žene i đaci, koliko ih je bilo, nisu mogli da savladaju ogroman posao. Za vreme epidemije njihov se broj znatno smanjio, nešto usled obolevanja, a nešto usled napuštanja posla zbog straha od zaraze. 
Pored bolničara umirali su i lekari. Bolnice u Pirotu imale su nekoliko honorarnih lekara stranaca, tri Švajcarca (dr. Hug, dr. Pako i dr. Žanre), dva Poljaka (dr. [Tadija] Maševski i dr. Štempelberg) i jednog Rumuna – Đorđa Lazareska (lekarskog pomoćnika, ili feljčera). Pored njih bila su i dva zarobljenika dr. Lauter i dr. Kovač. Od medicinara bila su dva ruska Jevrejina – Pupko i Bernštejn, i dva mobilisana Srbina – Čeda Nikolić i Momir Ninković. Švajcarci su radili samo sa ranjenicima kao hirurzi, a Poljaci, Rumun i zarobljenici, sa ranjenicima i bolesnicima.
Smrt je pokosila šest lekara za mesec dana, a bolnica je ostala bez potrebnih medicinskih kadrova. Tako da je jedno vreme posao u pirotskim bolnicama obavljalo samo — tri medicinara, dr. Lauter zarobljenik i jedan Španac dr. Viktorijana Singlu (koji je u Srbiju došao iz Španije posle smrti verenice). 

Masovno umiranje lekara K. Šturceneger je objasnila na sledeći način:
Zašto je umrlo baš toliko lekara, pitali su me? Zašto? Oni nisu imali vremena da misle na sebe. Radilisu danonoćno, a kada bi nakratko predahnuli, bili su premoreni i iscrpljeni da bi se još dezinfikovali.

Improvizovane kapele nisu mogle da prime sve umrle, pa su zato neki leševi ležali pod vedrim nebom, naslagani u redove. Prvih dana, dok još nije bilo mnogo umrlih, umrli suahranjivani u sanducima,
...posle su ih samo vozili u sanducima do groblja, a odatle vraćali prazne sanduke za druge. Docnije su ih vozili gole na volovskim kolima, pokrivene samo asurama, a asure su takođe vraćali, da bi njima sutra dan pokrili nove.

## Situacija kod građanstva u Pirotu
I dok se u Pirotskim bolnicama masovno umiralo, za vreme trajanja epidemije kod građanstva u varoši nije bilo ni obolevanja ni umiranja. Oboleli su izuzetno samo oni koji su imali neke veze sa bolnicom. 
Na to je uticala činjenica da u pirotske rezervne bolnice za vreme trajanja epidemije niko od građana nije navraćao, a pored oficirskog doma, gimnazije i suda niko od građana nije prolazio, nego su svi išli suprotnom stranom. Ako bi naišao neko iz bolnice, svi su se sklanjali, a poznanici su bežali od njih da se ne bi pozdravili.
 Od malobrojnih lekara Piroćanaca gotovo svi su preboleli pegavac, a kao rezervni sanitetski kapetan umro je dr. Aleksandar Misirlić.

## Kraj epidemije
U aprilu mesecu 1915. godine, sa nastupanjem toplih dana, a i zahvaljujući već nekom stečenom iskustvu i preduzetim merama, epidemija u Pirotu, kao i u ostalim delovima Srbije je počela da se povlači — pa se naglo smanjio i broj obolelih i umrlih.  Ostali su samo neki zaostali stari ranjenici i hronični bolesnici samo u zgradi suda, gimnazije i osnovne škole. Sve druge zgrade i kafane, su sanirane i okrećene a mnogobrojne zajedničke humke n a Pirotskom groblju pokrila je pprolećna bujna trava.

## Spoljašnje veze
|  | Molimo Vas, obratite pažnju na važno upozorenje u vezi sa temama iz oblasti medicine (zdravlja). |